# العلاقات السورينامية الموريشيوسية
العلاقات السورينامية الموريشيوسية هي العلاقات الثنائية التي تجمع بين سورينام وموريشيوس.

## مقارنة بين البلدين
هذه مقارنة عامة ومرجعية للدولتين:
| وجه المقارنة                                              | سورينام                        | موريشيوس                 |
| --------------------------------------------------------- | ------------------------------ | ------------------------ |
| المساحة (كم2)                                             | 163.27 ألف                     | 2.04 ألف                 |
| عدد السكان (نسمة)                                         | 563.40 ألف                     | 1.26 مليون               |
| الكثافة السكانية (ن./كم²)                                 | 3.45                           | 617.65                   |
| العاصمة                                                   | باراماريبو                     | بورت لويس                |
| اللغة الرسمية                                             | اللغة الهولندية                | لغة إنجليزية، لغة فرنسية |
| العملة                                                    | دولار سورينامي، غيلدر سورينامي | روبي موريشي              |
| الناتج المحلي الإجمالي (بليون دولار)                      | 3.32 مليار                     | 13.34 مليار              |
| الناتج المحلي الإجمالي (تعادل القوة الشرائية) بليون دولار | 9.07 مليار                     | 25.36 مليار              |
| الناتج المحلي الإجمالي الاسمي للفرد دولار أمريكي          | 9.48 ألف                       | 9.25 ألف                 |
| الناتج المحلي الإجمالي للفرد دولار أمريكي                 | 16.64 ألف                      | 18.59 ألف                |
| مؤشر التنمية البشرية                                      | 0.714                          | 0.777                    |
| رمز المكالمات الدولي                                      | +597                           | +230                     |
| رمز الإنترنت                                              | .sr                            | .mu                      |
| المنطقة الزمنية                                           | 00                             | ت ع م+04:00              |

## منظمات دولية مشتركة
يشترك البلدان في عضوية مجموعة من المنظمات الدولية، منها:
| علم المنظمة | اسم المنظمة                                 | تاريخ انضمام سورينام | تاريخ انضمام موريشيوس |
| ----------- | ------------------------------------------- | -------------------- | --------------------- |
|             | يونسكو                                      | 16 يوليو 1976        | 25 أكتوبر 1968        |
|             | وكالة ضمان الاستثمار متعدد الأطراف          | 2 يوليو 2003         | 28 ديسمبر 1990        |
|             | الأمم المتحدة                               | 4 ديسمبر 1975        | 24 أبريل 1968         |
|             | مجموعة دول أفريقيا والكاريبي والمحيط الهادئ | ?                    | ?                     |
|             | الاتحاد البريدي العالمي                     | ?                    | ?                     |
|             | البنك الدولي للإنشاء والتعمير               | 27 يونيو 1978        | 23 سبتمبر 1968        |
|             | المنظمة الهيدروغرافية الدولية               | ?                    | ?                     |
|             | الاتحاد الدولي للاتصالات                    | 15 يوليو 1976        | 30 أغسطس 1969         |
|             | منظمة حظر الأسلحة الكيميائية                | ?                    | ?                     |
|             | مؤسسة التمويل الدولية                       | 1 سبتمبر 2011        | 23 سبتمبر 1968        |
|             | منظمة التجارة العالمية                      | ?                    | ?                     |
|             | تحالف الدول الجزرية الصغيرة                 | ?                    | ?                     |
|             | منظمة الشرطة الجنائية الدولية               | ?                    | ?                     |

## وصلات خارجية
- موقع وزارة الخارجية السورينامية